# Девушка в кроссовках
«Девушка в кроссовках» — фильм иранского режиссёра Расула Садр-Амели, снятый в 1998 году

## Сюжет
Влюблённые тегеранские подростки Tadai и Aideen встречаются в парке. Aideen делится с Tadai своими мечтами.
Их забирают в полицию. Родители Tadai подают заявление на Aideen, а также направляют девушку на освидетельствование девственности.
После этого Tadai решает убежать из дома. Она пропускает школу и пытается связаться с Aideen. Ей не с кем поговорить о своих проблемах. Она бродит по городу.
Она встречает мужчину, который под предлогом психологической помощи пытается заманить её в свою квартиру. Его останавливает только неожиданное присутствие дома жены.
Tadai встречает нищенку Mahpareh, которая помогает ей с ночлегом в трущобах. Mahpareh колеблется, как получить деньги за Tadai — вернув её родителям или продав в трущобы. Непослушность Tadai провоцирует драку. Tadai приходится уйти из трущоб.
Знакомый Mahpareh помогает встретиться Tadai и Aideen. Но Aideen после разговоров с отцом осознаёт несостоятельность своих мечтаний.

## Награды
- Лучшая актриса, Международный кинофестиваль в Исфахане, 1999 год.
- Лучшая актриса, Международный кинофестиваль в Каире, 1999 год.
- Специальное упоминание, Берлинский кинофестиваль, 2000 год.
- Награда на Международном кинофестивале Ale Kino! в Познани, 2001 год.